# Zar-klokken
Zar-klokken (russisk: Царь–колокол; Tsar-kolokol) er en kirkeklokke. Klokken er 6,14 meter høj, har en diameter på 6,6 m og vejer godt 200 ton. Klokken er verdens største kirkeklokke. 
Klokkens står ved foden af Ivan Velikij-klokketårnet i Moskvas Kreml. Den blev støbt i årene 1733-1735 på ordre fra zarina Anna Ivanovna, der var niece til Peter den store.
Klokken har aldrig været brugt og har aldrig ringet. Ved en brand i 1737 faldt den ned fra en midlertidig ophængning. Da man hældte vand på den, for at køle den af, faldt et stykke på 11,5 ton af klokken.

## Beskrivelse
Zar-klokken er fremstillet i bronze og er placeret mellem Ivan den Stores klokketårn og Kremlmuren. Med en højde på 6,14 meter, diameter pr. 6,6 meDen er og er verdens største kirkeklokke med en vægt på 201.924 kg, er kokken verdens største kirkeklokke. Det afbrækkede stykke vejer 11,5 ton.
Klokken er dekoreret med relieffer med motiver af engle, planter, helgener og af Anna Ivannova og Aleksej af Rusland, der regerede, da det forrige Zar-klokke blev støbt.

## Historie
Støbning af russiske kirkeklokker går tilbage til det 10. århundrede, men i middelalderen blev der i den Russisk-ortodokse kirke typisk ikke ringet med klokker for at angive gudstjenester, men for at annoncere vigtige ceremonier og festligheder, og som alarm i tilfælde af ild eller angreb fra fjender. En af de største af de tidlige klokker var den oprindelige zar-klokke, der blev støbt i 1500-tallet. Den blev færdig i 1600 og vejede 18 ton og krævede 24 mand for at ringe. Den oprindelige klokke var installeret det oprindelige Ivan den Stores Klokketårn (opført i træ) i Moskvas Kreml. Ved en brand i midten af 1600-tallet styrtede klokken til jorden og blev ødelagt.
En ny zar-klokke blev støbt i 1655, men i meget større målestok. Denne nye  klokke vejede 100 ton, men denne klokke blev også ødelagt ved en brand i 1701.
Efter at være blevet kejserinde beordrede Anna, at resterne af den ødelagte klokke skulle anvendes til at blive støbt ind i en ny og endnu større klokke. Hun sendte feltmarskal Münnichs søn til Paris for at anmode om teknisk hjælp fra klokkestøbere der. En klokke af en sådan størrelse var dog uden fortilfælde, og Münnich blev ikke taget alvorligt. I 1733 blev jobbet tildelt de russiske klokkestøbere Ivan Motorin og hans søn Mikhail.
Der blev etableret en 10 meter dyb støbegrav, og efter måneders forberedelse begyndte støbearbejdet i slutningen af november 1734. Ivan Motorin døde i august 1735. Sønnen Hans søn Mikhail fortsatte arbejdet, og det andet forsøg på støbning lykkedes den 25. november 1735. Ornamenter blev tilføjet, da klokken blev afkølet, mens den blev hævet over støbegraven gennem 1737.
Inden den sidste udsmykning var færdig, udbrød der imidlertid en større brand i Kreml i maj 1737. Ilden bredte sig til klokkens midlertidige træstøttekonstruktion, og af frygt for skader kastede vagter koldt vand på den, hvilket forårsagede elleve revner, og en kæmpestor plade brækkede af. Ilden brændte igennem træstøtterne, og den beskadigede klokke faldt tilbage i sin støbegrav. Zar-klokken forblev i sin støbegrav pit i næsten et århundrede. Mislykkede forsøg på at løfte den 200 tons tunge klokke op af graven i 1792 og 1819. Da Napoleon Bonaparte besatte Moskva i 1812, overvejede han af hjemtage klokken som krigsbytte, men opgave på grund af opgavens omfang.
Klokken blev endeligt løftet ud af støbegraven i sommeren 1836 af den franske arkitekt Auguste de Montferrand og herefter placeret på en stensokkel. I en periode fungerede klokken som et kapel, hvor den afknækkede plade fungerede som døren/indgangen.